# Казахские исторические песни
Казахские исторические песни — жанр казахского фольклора. Появились в XV веке. В исторических песнях преобладают общенародные государственные идеалы. Между героическим эпосом и историческими песнями заметно существенное различие не только в идеях, сюжетах и тематике, но и в поэтике. Так, в исторических песнях не встречаются такие мотивы, как чудесное рождение батыра, поиски им невесты, героическое сватовство, рождение наследника. Точно также в исторических песнях отсутствует, как правило, гиперболизация в описании героя и его подвигов, характерная для эпоса. Большинство исторических песен описывает наиболее значительные события XVIII века — особенно трудного периода в истории казахского народа. Самые известные исторические песни: «Каракерей Кабанбай батыр», «Богенбай батыр», «Сабалак», «Олжабай батыр», «Жанибек батыр», «Отеген», «Райымбек», «Бердикожа батыр» и другие. Существуют исторические песни, посвящённые борьбе за независимость, противостоянию царскому и феодальному гнёту, а также национально-освободительному восстанию 1916 года. В рукописном фонде НАН РК хранится более 150 записей исторических песен.